# Соколовка (район Шал акына)
Соколовка (каз. Соколовка) — упраздненное село в районе Шал акына Северо-Казахстанской области Казахстана. Упразднено в 2018 г. Входило в состав Кривощековского сельского округа. Код КАТО — 595639500.

## Население
В 1999 году население села составляло 131 человек (64 мужчины и 67 женщин). По данным переписи 2009 года, в селе проживало 68 человек (36 мужчин и 32 женщины).